# MOS (ген)
MOS (англ. MOS proto-oncogene, serine/threonine kinase) – білок, який кодується однойменним геном, розташованим у людей на короткому плечі 8-ї хромосоми. Довжина поліпептидного ланцюга білка становить 346 амінокислот, а молекулярна маса — 37 820.
| 10         |  | 20         |  | 30         |  | 40         |  | 50         |
| ---------- |  | ---------- |  | ---------- |  | ---------- |  | ---------- |
| MPSPLALRPY |  | LRSEFSPSVD |  | ARPCSSPSEL |  | PAKLLLGATL |  | PRAPRLPRRL |
| AWCSIDWEQV |  | CLLQRLGAGG |  | FGSVYKATYR |  | GVPVAIKQVN |  | KCTKNRLASR |
| RSFWAELNVA |  | RLRHDNIVRV |  | VAASTRTPAG |  | SNSLGTIIME |  | FGGNVTLHQV |
| IYGAAGHPEG |  | DAGEPHCRTG |  | GQLSLGKCLK |  | YSLDVVNGLL |  | FLHSQSIVHL |
| DLKPANILIS |  | EQDVCKISDF |  | GCSEKLEDLL |  | CFQTPSYPLG |  | GTYTHRAPEL |
| LKGEGVTPKA |  | DIYSFAITLW |  | QMTTKQAPYS |  | GERQHILYAV |  | VAYDLRPSLS |
| AAVFEDSLPG |  | QRLGDVIQRC |  | WRPSAAQRPS |  | ARLLLVDLTS |  | LKAELG     |

A: Аланін

C: Цистеїн

D: Аспарагінова кислота

E: Глутамінова кислота

F: Фенілаланін

G: Гліцин

H: Гістидин

I: Ізолейцин

K: Лізин

L: Лейцин

M: Метіонін

N: Аспарагін

P: Пролін

Q: Глутамін

R: Аргінін

S: Серин

T: Треонін

V: Валін

W: Триптофан

Кодований геном білок за функціями належить до трансфераз, кіназ, серин/треонінових протеїнкіназ. 
Білок має сайт для зв'язування з АТФ, нуклеотидами. 